# Hedevig Rasmussen
Ne doit pas être confondu avec Hedvig Rasmussen.
Hedevig Rasmussen née le 21 avril 1902 à Copenhague et morte le 15 avril 1985 à Lundtofte près de Lyngby-Taarbæk est une nageuse danoise ayant participé aux Jeux olympiques d'été de 1924.

## Carrière
Hedevig Rasmussen remporte cinq titres de championne du Danemark : 2 sur 100 mètres nage libre (1921 : 1 min 31 s 80 et 1922 : 1 min 26 s 20) et 3 sur 300 mètres nage libre (1921 : 5 min 6 s 40, 1923 : 5 min 1 s et 1924 : 4 min 59 s 20),.
Elle fait donc partie de équipe danoise aux Jeux olympiques d'été de 1924. Engagée sur le 100 mètres nage libre, elle réalise 1 min 22 s 40 en série. Arrivée 3e, elle ne se qualifie pas pour les demi-finales. Au 400 mètres nage libre, son temps de 6 min 58 s 20 lui permet d'entrer en demi-finales au titre de meilleure 3e. Même si elle améliore alors son temps de 3 secondes, en 6 min 55 s 20, elle termine dernière de sa course et ne se qualifie pas pour la finale. Sur le 4 × 100 mètres, le relais danois nage en 5 min 42 s 40 et termine au pied du podium.